# Маркес Аленкар, Лука
Лука Маркес Аленкар (порт.-браз. Lucca Marques Alencar; родился 14 июня 2007) — бразильский футболист, вингер клуба «Сан-Паулу».

## Клубная карьера
С 2017 по 2018 год выступал за футзальную команду «Ипиранга». В 2018 году присоединился к футбольной академии клуба «Сан-Паулу» . В 2024 году помог молодёжной команде «Сан-Паулу» выиграть Кубок Бразилии (до 20 лет), а в следующем году — Юношеский кубок Сан-Паулу. В апреле 2025 года главный тренер «Сан-Паулу» Луис Субельдия перевёл Маркеса в основной состав.
14 мая 2025 года Маркес дебютировал в основном составе «Сан-Паулу» в матче группового этапа Кубка Либертадорес против парагвайского клуба «Либертад», отметившись забитым мячом.